# Paul Oscar
Paul Oscar, születési nevén Páll Óskár (Reykjavík, 1970. március 16. –) izlandi énekes, dalszerző, színész, műsorvezető. Izlandot képviselte az 1997-es Eurovíziós Dalfesztiválon Minn hintsi dans című dalával, ahol 18 ponttal a 20. helyet érte el a huszonöt fős mezőnyben. A következő évben a verseny izlandi kommentátora volt. Az ország legnépszerűbb énekeseinek egyike ma is, de egész Nyugat-Európában hírnévnek örvend.